# Bukwica (Pomerania Occidental)
Bukwica [pronunciación en polaco: /bukˈApto͡sa/] es un pueblo ubicado en el distrito administrativo de Gmina Pełczyce, dentro del Condado de Choszczno, Voivodato de Pomerania Occidental, en el norte de Polonia occidental. Se encuentra aproximadamente a 6 kilómetros al noreste de Pełczyce, a 11 kilómetros al sur de Choszczno, y a 65 kilómetros al sureste de la capital regional Szczecin. El pueblo tiene una población de 162 habitantes aproximadamente.
Antes de 1945, el área fue parte de Alemania. Para la historia de la región, véase Historia de Pomerania.